# Federico Ubaldo della Rovere
Federico Ubaldo della Rovere (n. 16 mai 1605, Pesaro, Ducatul Urbino, Statele Papale – d. 28 iunie 1623, Urbino, Ducatul Urbino, Italia) a fost moștenitorul ultimului duce de Urbino, Francesco Maria al II-lea della Rovere din Casa della Rovere, și a celei de-a doua soții a sa, Livia.
Tatăl lui Federico Ubaldo a fost îndemnat să se recăsătorească după moartea primei sale soții în 1598, căsătoria lor rămânând fără urmași. În 1599 Francesco Maria al II-lea s-a căsătorit cu verișoara sa, Livia della Rovere, nepoata lui Giulio della Rovere, iar Federico Ubaldo a fost fiul celor doi.
La 14 mai 1621 ducele Francesco Maria al II-lea, în vârstă de 72 de ani, și-a numit fiul prinț de Urbino și i-a încredințat guvernarea ducatului, dar tânărul prinț a murit pe neașteptate la Urbino doar doi ani mai târziu, în urma unui catar sau a unei crize de epilepsie, suspectată fiind și otrăvirea.
Singura sa fiică, Vittoria della Rovere, care a devenit Marea Ducesă de Toscana prin căsătorie, era considerată moștenitoarea Ducatului de Urbino. Cu toate acestea, după moartea lui Federico Ubaldo, ultimul moștenitor masculin, Francesco Maria al II-lea a dat Ducatul de Urbino Statelor Papale și s-a retras în Urbino unde a murit în 1631.

## Căsătorie și descendenți
În 1621, la vârsta de 16 ani, Federico Ubaldo s-a căsătorit cu Claudia de Medici. După un an de la nuntă, s-a născut singura lor fiică:
- Vittoria della Rovere, căsătorită în 1634 cu Marele Duce Ferdinand al II-lea al Toscana; a fost considerată moștenitoarea Ducatului de Urbino.